# Dorothy Gilman
Dorothy Gilman, ook bekend als ook bekend als Dorothy Gilman Butters (New Brunswick, New Jersey, 25 juni 1923 – Rye Brook, 2 februari 2012) was een Amerikaanse auteur van mystery- en spionageromans.
Gilman was de dochter van James Bruce en Essa Gilman (Starkweather). Ze trouwde in 1945 met leraar Edgar A. Butters jr. scheidde van hem in 1965. Het echtpaar had twee kinderen, Christopher en Jonathan. Gilman bezocht Pennsylvania Academy of Fine Arts in 1940-1945 en de Universiteit van Pennsylvania in 1963-1964.
Gilman overleed op 88-jarige leeftijd aan de ziekte van Alzheimer.
Ze is het meest bekend geworden door de Mrs. Pollifax-reeks van spionageromans, over de spionage van grootmoeder Emily Pollifax, die ervoor kiest een spion te worden in haar zestiger jaren. Gilmans boeken geven nogal eens ongewone en unieke personages weer die vaak reizen maken naar exotische locaties. In Nederland werden haar pockets uitgegeven in de Zwarte Beertjes-reeks bij A.W. Bruna Uitgevers in Utrecht.

### De Mrs. Pollifax serie
- The Unexpected Mrs. Pollifax (1966) (ISBN 978-0449208281) - Mrs. Pollifax, de spionne met het hoedje
- The Amazing Mrs. Pollifax (1970) (ISBN 978-0449209127) - De onstuitbare Mrs. Pollifax
- The Elusive Mrs. Pollifax (1971) (ISBN 978-0449215234) - De ongrijpbare Mrs. Pollifax
- A Palm for Mrs. Pollifax (1973) (ISBN 978-0449208649) - Een erepalm voor Mrs. Pollifax
- Mrs. Pollifax on Safari (1977) (ISBN 978-0449215241) - Mrs. Pollifax op safari
- Mrs. Pollifax on the China Station (1983) (ISBN 978-0449208403) - Mrs. Pollifax in China
- Mrs. Pollifax and the Hong Kong Buddha (1985) (ISBN 978-0449209837) - Mrs. Pollifax en de boeddha van Hong Kong
- Mrs. Pollifax and the Golden Triangle (1988) (ISBN 978-0449215159) - Mrs. Pollifax en de gouden driehoek
- Mrs. Pollifax and the Whirling Dervish (1990) (ISBN 978-0449147603) - Mrs. Pollifax en de dansende derwisj
- Mrs. Pollifax and the Second Thief (1993) (ISBN 978-0449149058) - Mrs. Pollifax en de tweede dief
- Mrs. Pollifax Pursued (1995) (ISBN 978-0449149560) - Mrs. Pollifax duikt onder
- Mrs. Pollifax and the Lion Killer (1996) (ISBN 978-0449150047) - Mrs. Pollifax op leeuwenjacht
- Mrs. Pollifax, Innocent Tourist (1997) (ISBN 978-0449183366) - Mrs. Pollifax, de onschuldige toerist
- Mrs. Pollifax Unveiled (2000) (ISBN 978-0449006702) - Mrs. Pollifax en de verdwenen heldin

## Ander werk
- On Creative Writing 1964
- A New Kind of Country (nonfiction), 1978
- Medewerkster van: Good Housekeeping, Jack and Jill, Redbook, Ladies' Home Journal, Cosmopolitan en  Writer.

### Verfilming
- Mrs. Pollifax—Spy was verfilmd bij United Artists in 1970 als "Mrs. Pollifax--Spy," met Rosalind Russell.
- Angela Lansbury trad op in de TV film The Unexpected Mrs. Pollifax in 1999.

- Bibsys: 90970607
- Biblioteca Nacional de España: XX1284636
- Bibliothèque nationale de France: cb126090072 (data)
- Gemeinsame Normdatei: 1125732822
- International Standard Name Identifier: 0000 0001 0798 9649
- Library of Congress Control Number: n79043608
- Bibliotheek van het Japanse parlement: 00467181
- Nationale Bibliotheek van Tsjechië: xx0139334
- Nationale bibliotheek van Australië: 35858259
- Nationale Bibliotheek van Israël: 987007313869005171
- Nederlandse Thesaurus van Auteursnamen: 068694857
- SNAC: w6zw9d2r
- Système universitaire de documentation: 160171989
- Trove: 1118901
- Virtual International Authority File: 34577905
- WorldCat: E39PBJvCT8RrpHpqKfCWMcqbBP